# Classe Triton (sottomarino)
I battelli progetto 907 e 908 (nome in codice NATO: classe Triton) sono sottomarini tascabili di progetto e costruzione russa.

## Tecnica
Le informazioni tecniche diffuse non sono molte. Comunque, i Triton sono mezzi di piccole dimensioni, che possono essere agevolmente movimentati grazie a semplici camion (la loro lunghezza è nell'ordine dei cinque metri). La loro autonomia in immersione è nell'ordine delle 35 miglia, oppure sei ore, e sono sprovvisti di snorkel. La velocità massima è di sei nodi. La propulsione è assicurata da motori elettrici, e l'equipaggio è di due elementi.

## Utilizzo
Non è chiaro se i Triton siano ancora in servizio con la Marina russa. Comunque, si tratta di mezzi in grado di svolgere missioni come l'individuazione di mine ed esplosivi. Possono anche essere utilizzati per lo sbarco e l'evacuazione di uomini rana.
Quattro Triton furono ceduti alle Forze navali dell'Azerbaigian nella seconda metà degli anni 1990.